# Deudon
Deudon is een Zuid-Nederlandse notabele en adellijke familie, bekend als Deudon de ten Dyck, Deudon d'Heysbroeck en Deudon de le Vielleuze.

## Geschiedenis
In 1741 verleende keizerin Maria Theresia erfelijke adel aan Antoine-André Deudon (†1748), luitenant-jachtmeester voor het kwartier van Brussel. Hij kreeg vergunning om het wapenschild over te nemen van de familie van zijn moeder, Vaultier dit Beauregard. Hij trouwde in 1706 met Anne-Françoise de Nœufbourg en ze hadden twee zoons die hierna volgen.

## Genealogie
- Pierre-Joseph Deudon (1708-1781)
  - André Deudon (1742-1798), politiecommissaris en schepen van Mechelen, x Marie de Meester (1748-1794)
    - Gaspard Deudon (zie hierna)
    - Martial Deudon d'Heysbrouck (zie hierna)
- Georges-Joseph Deudon (1709-1781)
  - Gaspar Deudon (1750-1793)
    - Louis Deudon (1782-1849), rijkswachtofficier, x Christine Hervy
      - Auguste Deudon (zie hierna)

  - Jean-Louis Deudon (1755-1793)
    - Louis Deudon (1784-1857), directeur van de Berg van Barmhartigheid, x Constance de le Vielleuze (1783-1862)
      - Charles Deudon (zie hierna)

## Gaspard Deudon
Gaspard Antoine Deudon de ten Dyck (Mechelen, 14 mei 1772 - Brussel, 5 december 1839), zoon van schepen André Deudon, trouwde op 2 juni 1807 te Mechelen met Sophie de Nelis (1783-1814). Ze bleven kinderloos. Op 4 september 1822 werd hij erkend in de erfelijke adel van het Verenigd Koninkrijk der Nederlanden.

## Martial Deudon
Martial Joseph Deudon d'Heysbroeck (Mechelen, 17 maart 1775 - 8 oktober 1847), broer van de voornoemde, werd op 6 september 1822 erkend in de erfelijke adel. Hij trouwde achtereenvolgens:
- in 1799 met Marie-Elisabeth van den Nieuwenhuysen (1781-1800);
- in 1803 met Antoinette van den Wiele (1775-1859).

Hij had een zoon uit het eerste huwelijk, een zoon en een dochter uit het tweede. Deze familietak is in de mannelijke lijn in 1924 uitgedoofd.

## Auguste Deudon
Jean Louis Auguste Deudon (Maastricht, 7 september 1820 - Etterbeek, 18 augustus 1887), zoon van rijkswachtofficier Louis Deudon, werd in 1885 erkend in de erfelijke adel. Hij was ontvanger van belastingen, douanerechten en accijnzen en trouwde in 1846 met Isabelle Stiellemans (1823-1911). 
Ze hadden zes kinderen, van wie er twee nazaten hebben tot heden, hoofdzakelijk officieren in het Belgisch leger.

## Charles Deudon
Charles Joseph Deudon (Brussel, 13 oktober 1822 - Sint-Joost-ten-Node, 15 december 1888) zoon van Louis Deudon, was, zoals zijn vader, directeur van de Berg van Barmhartigheid. In 1884 werd hij erkend in de erfelijke adel. Hij trouwde in 1845 met Cécile Baudier (1823-1895) en ze hadden drie kinderen.
- Georges Marie Louis Deudon (1862-1926) trouwde in 1888 met Julienne Dessain.
  - André Deudon de le Vielleuze (1895-1952), doctor in de rechten, advocaat, trouwde met Simone Pierssens van Nieuwenhuyse (1902-1969).
    - Charles Deudon de le Vielleuze (1926-2008), kapitein-commandant. Hij trouwde met Georgie De Winter (1919-2001).
    - Ludo of Ludovic Deudon de le Vielleuze (1928-2015), doctor in de rechten, werd secretaris-generaal van de Bank Brussel Lambert. Hij trouwde met Jeannine Dulait (°1934).
      - André Deudon de le Vielleuze (1958-1994). Hij trouwde met Astrid de Fierlant Dormer (°1960).
        - Maximilien Deudon de le Vielleuze (°1984).

    - Martial Deudon de le Vielleuze (1932-2018), doctor in de rechten, trouwde met barones Anne Kervyn de Volkaersbeke (°1938).